# Чарлиев, Чарыгельды
Чарыгельды Чарлиев (туркм. Çarygeldi Çarlyýew) — туркменский государственный деятель.

## Биография
Родился в 1966 году в селе Ахал Геок-Тепинского района Туркменской ССР.
Образование высшее. В 1991 году окончил Туркменский сельскохозяйственный университет. По специальности — зооинженер.
1983—1987 — дайханин, помощник бригадира дайханского объединения «Ахал» Геоктепинского этрапа Ахалского велаята.
1987 — инспектор Ашхабадского городского комитета объединения профсоюзов работников агропромышленного комплекса.
1987—1988 — зоотехник конезавода «Комсомол» Ашхабадского этрапа Ахалского велаята.
1989—1991 — заведующий организационным отделом Геоктепинского этрапского совета молодёжной организации имени Махтумкули.
1991—1993 — инструктор-организатор общего отдела хякимлика Геоктепинского этрапа Ахалского велаята.
1993—1999 — арчин генгешлика села Ахал Геоктепинского этрапа Ахалского велаята.
1999—2002 — заведующий отделом сельского хозяйства хякимлика Геоктепинского этрапа Ахалского велаята.
2002—2005 — заместитель заведующего отделом агропромышленного комплекса хякимлика Ахалского велаята.
2005—2007 — хяким Геоктепинского этрапа Ахалского велаята.
2007—2008 — первый заместитель министра сельского хозяйства Туркмении.
2008—2013 — председатель Ассоциации «Туркменобахызмат» акционерных обществ по материально-техническому обслуживанию сельского хозяйства.
2013—2014 — председатель Государственного объединения «Туркменобахызмат».
04.04.2014 — 08.01.2016 — министр сельского хозяйства Туркмении.
08.01.2016 — 27.11.2017 — хяким Лебапского велаята Туркмении.
27 ноября 2017 года уволен в связи с открывшимися фактами взяточничества среди руководства отдельных этрапов Лебапского велаята. К самому Ч. Чарлиеву претензии предъявлены не были. В настоящее время Хяким этрапа Геокдепе Ахалского велаята.

## Награды и звания
- Медаль «За любовь к Родине»

## Варианты транскрипции имени и фамилии
- имя: Чарыгелди
- фамилия: Чарлыев